# Reicher-Synagoge
Koordinaten: 51° 46′ 33,6″ N, 19° 28′ 1,2″ O

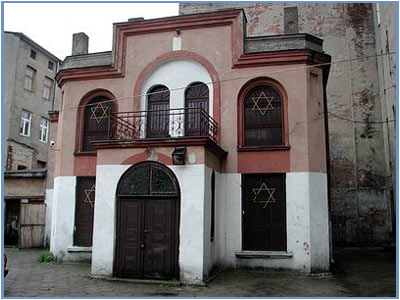
Reicher-Synagoge in Łódź

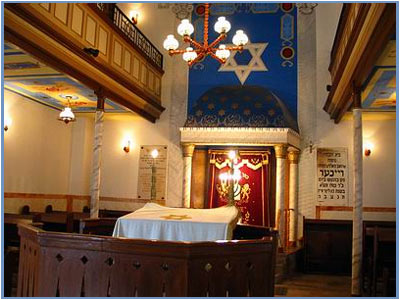
Der Innenraum mit Toraschrein, Parochet, Ner Tamid und Bima

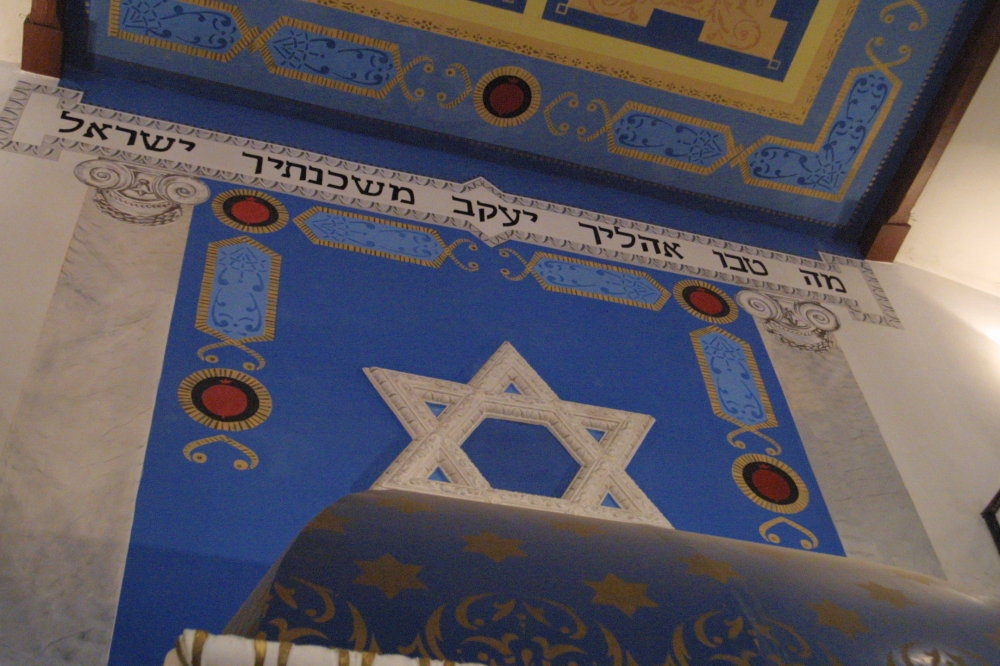
Die Inschrift am Toraschrein

Die Reicher-Synagoge in Łódź (polnisch Synagoga Reicherów w Łodzi) wurde von 1895 bis 1902 nach Plänen des Architekten Gustaw Landau-Gutenteger für die örtliche jüdische Gemeinde erbaut.
Der Bau steht unter Denkmalschutz. Die Synagoge hat Platz für ca. 42 Personen. Die Synagoge überstand den Zweiten Weltkrieg, da sie zu Beginn der deutschen Besatzung in Polen an ein fiktives deutsches Handelsunternehmen verkauft wurde. Bis zum Kriegsende diente sie dem Handelsunternehmen als Salzlager. In der Nachkriegszeit wurde die Synagoge für religiöse Zwecke wieder hergerichtet und von der jüdischen Gemeinde bis 1968 genutzt. Nach dem Sechstagekrieg und den damit einhergehenden März-Unruhen 1968 in Polen und der Auswanderungswelle stand sie lange Zeit leer und verfiel zunehmend. Ab 1988 wurde sie jedoch vollständig restauriert und wird seitdem wieder von den ansässigen jüdischen Einwohnern der Stadt als Synagoge genutzt.